# Stockwell (Indiana)
Stockwell es un lugar designado por el censo ubicado en el condado de Tippecanoe en el estado estadounidense de Indiana. En el Censo de 2010 tenía una población de 545 habitantes y una densidad poblacional de 80,53 personas por km².

## Geografía
Stockwell se encuentra ubicado en las coordenadas 40°16′56″N 86°46′7″O / 40.28222, -86.76861. Según la Oficina del Censo de los Estados Unidos, Stockwell tiene una superficie total de 6.77 km², de la cual 6.77 km² corresponden a tierra firme y (0%) 0 km² es agua.

## Demografía
Según el censo de 2010, había 545 personas residiendo en Stockwell. La densidad de población era de 80,53 hab./km². De los 545 habitantes, Stockwell estaba compuesto por el 96.33% blancos, el 0.18% eran afroamericanos, el 0.18% eran amerindios, el 0.73% eran asiáticos, el 0% eran isleños del Pacífico, el 1.47% eran de otras razas y el 1.1% pertenecían a dos o más razas. Del total de la población el 2.57% eran hispanos o latinos de cualquier raza.